# Кубок Казахстана по футболу 2020
Кубок Казахстана по футболу 2020 года — отменённый розыгрыш национального Кубка из-за пандемии COVID-19, в котором должно было принять участие 27 клубов. Предварительный групповой раунд турнира должен был стартовать 16 марта, где участвовали бы клубы Первой и Второй лиги. 

## Участники
| Премьер-лига: все 12 клубов сезона-2020                                                                            | Первая лига: 10 клубов сезона-2020                                                                          | Вторая лига: 5 клубов сезона-2020                 |
| - Астана - Жетысу - Иртыш - Кайрат - Кайсар - Каспий - Кызыл-Жар СК - Окжетпес - Ордабасы - Тараз - Тобол - Шахтёр | - Академия Онтустик - Акжайык - Актобе - Алтай - Арыс - Атырау - Кыран - Махтаарал - СДЮСШОР №8 - Экибастуз | - Аксу - Игилик - Рузаевка - Темирлан - SD Family |

## Расписание
Расписание Кубка Казахстана-2020:
- Предварительный раунд — 16-26 марта 2020 года
- 1/8 финала — 8 апреля 2020 года
- 1/4 финала — 22 апреля 2020 года
- 1/2 финала — 11 июня, 24 июня 2020 года
- Финал — 21 ноября 2020 года